# پاریلا، شهرستان هاریو
پاریلا (به لاتین: Parila) یک روستا در استونی است که در دهستان آنیا واقع شده‌است. پاریلا ۸۰ نفر جمعیت دارد.